# Cenate (Nardò)
Cenate is een plaats (frazione) in de Italiaanse gemeente Nardò.